# Riques i famoses
Riques i famoses (títol original: Rich and Famous) és una pel·lícula estatunidenca dirigida per George Cukor, estrenada el 1981.

## Argument
El 1959, Merry Noel deixa el Smith College i es casa amb Doug Blake. Li diu adéu a Liz Hamilton, la seva millor amiga que estava igualment enamorada de Doug. Passen deu anys. El 1969, Liz, esdevinguda famosa novel·lista, torna a veure els esposos Blake a Malibu: Merry ha escrit un llibre i, intentant publicar-lo, sotmet el seu projecte a Liz...

## Repartiment
- Jacqueline Bisset: Liz Hamilton
- Candice Bergen: Merry Noel Blake
- David Selby: Doug Blake
- Hart Bochner: Chris Adams
- Steven Hill: Jules Levi
- Meg Ryan: Debby als 18 anys
- Matt Lattanzi:  Jim
- Daniel Faraldo: Ginger Trinidad
- Nicole Eggert: Debby als 8 anys
- Joe Maross: Martin Fornam
- Kres Mersky: Judy Heller
- Cloyce Morrow: Martha Antilles
- Cheryl Robinson: La veu d'UCLA
- Roger Vadim: Un convidat de la festa a Malibu
- Ray Bradbury, Nina Foch: Convidats al còctel literari

## Al voltant de la pel·lícula
A la seva última realització, George Cukor (mort el 1983) dirigeix Jacqueline Bisset i Candice Bergen amb el seu talent habitual: durant la seva llarga carrera, s'havia forjat una reputació, justificada, de gran director d'actrius (Katharine Hepburn, Greta Garbo, Joan Crawford…). Riques i famoses és el remake de L'impossible amor (1943) de Vincent Sherman.